# Kabinett Steinbrecher II
Das Kabinett Steinbrecher II (Ministerium) bildete vom 22. Juni 1926 bis Oktober 1927 die Landesregierung des Freistaates Schaumburg-Lippe. Erich Steinbrecher schied zum 30. Juni 1927 aus dem Amt aus, da er zum 1. Juli 1927 als Ministerialdirigent ins preußische Innenministerium wechselte. Mehrere Monate blieb das Amt unbesetzt, da die Landtagsparteien sich nicht auf einen Nachfolger einigen konnten. Ende September wurde Heinrich Lorenz mit knapper Mehrheit gewählt. Das Kabinett wurde Ende September 1927 durch die sie tragende SPD in einem Misstrauensvotum gestürzt, um eine Regierungsumbildung zu erzwingen.
| Amt                                                          | Name                                                                      | Partei                                              |
| ------------------------------------------------------------ | ------------------------------------------------------------------------- | --------------------------------------------------- |
| Ministerpräsident Staatsrat (seit September 1927)            | Erich Steinbrecher vakant 30. Juni bis 19. September 1927 Heinrich Lorenz | SPD (bis 30. Juni 1927) SPD (ab 19. September 1927) |
| Staatsrat Mitglied der Landesregierung (seit September 1927) | Karl Wiehe Robert Reinisch Clemens Stratomeier E. Iffland                 | DNVP Hwb 1 DVP parteilos                            |

Fußnoten